# Holme-Olstrup Station
Holme-Olstrup Station er en af de oprindelige stationer på Sydbanen, Lille Syd, oprindeligt med læssevej nordøst for stationen. I dag er sporanlægget reduceret til to togvejsspor.
Stationen havde fra ca. 1908 et Siemens & Halske mekanisk sikringsanlæg, der i 1985 blev udskiftet med et elektronisk sikringsanlæg DSB type 1977 og der indførtes fjernstyring fra FC Roskilde.
Umiddelbart nordøst for stationsbygningen lå signalhuset, som det kendes fra Herfølge og Lille Skensved stationer. Varehuset ses sammenbygget med stationsbygningen.
Firmaet Heljan producerer en model af Holme Olstrup station som dansk landstation.

## Antal rejsende
Ifølge Østtællingen 2008 var udviklingen i antallet af dagligt afrejsende:
| År   | Antal |
| ---- | ----- |
| 2003 | 97    |
| 2004 | 106   |
| 2005 | 72    |
| 2006 | 91    |
| 2007 | 88    |
| 2008 | 87    |